# NGC 1705
NGC 1705 je galaksija u zviježđu Slikarskom stalku.

## Vanjske poveznice
- SEDS: NGC 1705